# گربناتس
گربناتس (به صربی: Grebenac) یک منطقهٔ مسکونی در صربستان است که در ناحیه بانات جنوبی واقع شده‌است. گربناتس ۱٬۰۱۷ نفر جمعیت دارد و ۶۰ متر بالاتر از سطح دریا واقع شده‌است.